# Nantillois
Nantillois é uma comuna francesa na região administrativa de Grande Leste, no departamento de Meuse. Estende-se por uma área de 7,66 km². Em 2010 a comuna tinha 65 habitantes (densidade: 8,5 hab./km²).